# سورة الطارق
سورة الطارق هي سورة مكية، من المفصل، آياتها 17، وترتيبها في المصحف 86، في الجزء الثلاثين، بدأت بأسلوب قسم ﴿وَالسَّمَاءِ وَالطَّارِقِ ۝١﴾ [الطارق:1]، ولم يُذكر فيها لفظ الجلالة، نزلت بعد سورة البلد. بها إحدى وستون كلمة، ومائتان وتسعة وثلاثون حرفاً.

## المعنى العام
تمثّل هذه السورة طرقات على الحس. طرقات عنيفة قوية عالية، وصيحات عنيفة قوية عالية، وصيحات بنوم غارقين في النوم... تتوالى تلك الطرقات والصيحات بإيقاع واحد، ونذير واحد. (اصحوا. تيقظوا. انظروا. تلفتوا. تفكروا. تدبروا) إن هنالك إلهاً. وإن هنالك تدبيراً. وإن هنالك تقديراً. وإن هنالك ابتلاء. وإن هنالك حساباً وجزاء. وإن هنالك عذاباً شديداً ونعيماً كبيراً وفي هذه السورة إيقاعات فيها حدة يشارك فيها نوع المشاهد، ونوع الإيقاع الموسيقي، وجرس الألفاظ، وإيحاء المعاني.
ومن مشاهدها: الطارق. والثاقب. والدافق. والرجع. والصدع.
ومن معانيها: الرقابة على كل نفس: ﴿إِنْ كُلُّ نَفْسٍ لَمَّا عَلَيْهَا حَافِظٌ ۝٤﴾. ونفي القوة والناصر ﴿يَوْمَ تُبْلَى السَّرَائِرُ ۝٩ فَمَا لَهُ مِنْ قُوَّةٍ وَلَا نَاصِرٍ ۝١٠﴾
والوعيد فيها يحمل الطابع ذاته ﴿إِنَّهُمْ يَكِيدُونَ كَيْدًا ۝١٥ وَأَكِيدُ كَيْدًا ۝١٦ فَمَهِّلِ الْكَافِرِينَ أَمْهِلْهُمْ رُوَيْدًا ۝١٧﴾ [الطارق:15–17]) !
وتكاد تتضمن تلك الموضوعات التي أشير إليها: (إن هنالك إلهاً. وإن هنالك تدبيراً. وإن هنالك تقديراً. وإن هنالك ابتلاء. وإن هنالك تبعة. وإن هنالك حساباً وجزاء...إلخ)
وبين المشاهد الكونية والحقائق الموضوعية في السورة تناسق مطلق دقيق ملحوظ يتضح من استعراض السورة في سياقها القرآني الجميل.

## سبب التسمية
سُمّيت سورة (الطارق) بهذا الاسم، لورود لفظ (الطارق) في مستهلها.

## مقاصد السورة
المقصد الأول:الإيمان بالملائكة.
المقصد الثاني:الإيمان بالبعث.
المقصد الثالث:الإيمان بالقرآن.

## معاني غريب الألفاظ
- ﴿الطَّارِقِ﴾ كُلُّ مَا يَطْرُقُ وَيَأْتِي لَيْلًا، وسُمِّيَ النجمُ طَارِقًا لِطُلُوعِهِ لَيْلًا.
- ﴿النَّجْمُ الثَّاقِبُ﴾ أي: الثُّرَيَّا، وَالثَّاقِبُ: المضيءُ الَّذِي يَثْقُبُ الظلامَ بِنُورِهِ.
- ﴿إِن كُلُّ نَفْسٍ لَّمَّا عَلَيْهَا حَافِظٌ﴾ أي: إلا عليها حافظٌ من الملائكةِ يَحْفَظُ أعمالَها الصالحةَ والسيئةَ.
- ﴿مِن مَّاء دَافِقٍ﴾ أي: مِنْ مَاءٍ ذِي انْدِفَاقٍ وهو بمعنى مَدْفُوقٍ، أي: مَصْبُوبٍ في الرَّحِمِ.
- ﴿يَخْرُجُ مِن بَيْنِ الصُّلْبِ وَالتَّرَائِبِ﴾ الصُّلْبُ: عَظْمُ الظَّهْرِ من الرَّجُلِ، وَالتَّرَائِبُ: عِظَامُ الصَّدْرِ، والواحدةُ: تَرِيبَةٌ.
- ﴿تُبْلَى السَّرَائِرُ﴾ أي: تُخْتَبُر ضمائرُ القلوبِ في العقائدِ والنِّيَّاتِ، والسرائرُ جمع سريرةٍ كَالسِّرِّ.
- ﴿وَالسَّمَاء ذَاتِ الرَّجْعِ﴾ الرَّجْعُ مِنْ أسماءِ المطرِ، والمقصودُ: ذاتُ المطرِ لِرُجُوعِهِ كلَّ عَامٍ.
- ﴿وَالْأَرْضِ ذَاتِ الصَّدْعِ﴾ أي:التَّصَدُّعِ والتَّشَقُّقِ بِالنَّبَاتِ.
- ﴿لَقَوْلٌ فَصْلٌ﴾ أي: إِنَّ القُرْآنَ لَقَوْلٌ يَفْصِلُ بَيْنَ الحقِّ والبَاطِلِ.
- ﴿وَمَا هُوَ بِالهَزْلِ﴾ أي: باللَّعِبِ والباطلِ بل هُوَ الجِدُّ كُلَّ الجِدِّ.
- ﴿يَكِيدُونَ كَيْدًا﴾ أي: يَعْمَلُونَ المَكَائِدَ.
- ﴿وَأَكِيدُ كَيْدًا﴾ لإظهارِ الحقِّ ولو كَرِهَ الكَافِرُون، وَلِدَفْعِ ما جَاءُوا به من الباطلِ وَيُعْلَمُ بهذا مَنِ الغَالِبُ؛ فَإِنَّ الآدَمِيَّ أضعفُ وَأَحْقَرُ من أن يُغَالِبَ القَوِيَّ الْعِلْمِ في كَيْدِهِ.
- ﴿أَمْهِلْهُمْ رُوَيْدًا﴾ أي: قَلِيلًا، فَسَيَعْلَمُونَ عَاقِبَةَ أَمْرِهِمْ، حين ينزلُ بهم العقابُ.[7]

## من فقه السورة
- قال ابن فرس: قوله تعالى: {فمهل الكافرين أمهلهم رويدًا}:في هذه الآية موادعة، وهي منسوخة بآية السيف.[8]
- أخرج الترمذي والنسائي بإسناد صحيح عن جابر بن سمرة: أن النبي -صلى اللَّه عليه وسلم- كان يقرأ في الظهر والعصر، بـ {وَالسَّمَاءِ ذَاتِ الْبُرُوجِ} و{وَالسَّمَاءِ وَالطَّارِقِ} ونحوهما.[9]

## اختلاف القراءات
- قَوْله ﴿إِن كل نفس لما عَلَيْهَا حَافظ﴾ قَرَأَ ابْن كثير وَنَافِع وَأَبُو عَمْرو والكسائى {لما} خَفِيفَة ،وَقَرَأَ عَاصِم وَابْن عَامر وَحَمْزَة {لما} مُشَدّدَة.[10] قال أبو منصور: من قرأ (لَمَّا) مشددا فمعناه: (إلاَّ) بلغة هُذَيل.و (إنْ) بمعنى: (مَا) الجَحْد.المعنى: ما مِنْ نَفْس إلا علَيْها حافط.ومن قرأ (لَمَا) خفيفة جعل (مَا) مؤكدة، والمعنى: إن كُل نَفْس لَعَلَيْهَا حافظ.[11]

## وصلات خارجية
- سورة الطارق بقراءة مشاري بن راشد العفاسي
- سورة الطارق: تجويد-تفسير - موقع Altafsir.com